# Bacidia tenera
Bacidia tenera är en lavart som först beskrevs av Knut Lönnroth och som fick sitt nu gällande namn av Olof Gotthard Blomberg och Bror Forssell. 
Bacidia tenera ingår i släktet Bacidia och familjen Ramalinaceae. Arten är reproducerande i Sverige.